# 防共協定記念国民大会
防共協定記念国民大会（ぼうきょうきょうていきねんこくみんたいかい）は、1937年（昭和12年）に成立した防共協定を記念するため、1938年（昭和13年）11月25日に後楽園スタヂアムで開かれた大会である。大会を運営する防共協定記念会は国際反共連盟内に設置されていた。また、国民精神総動員中央連盟、東京市、東京府が大会を後援した。
大会では、日独伊の国歌や愛国行進曲が演奏・斉唱され、有馬良橘（防共協定記念国民大会総代）、近衛文麿（内閣総理大臣）、有田八郎（外務大臣）が祝辞を、ドイツ及びイタリアの特命全権大使が答辞を述べた。